# Премия имени Н. И. Кареева
Премия имени Н. И. Кареева — награда Российской академии наук, присуждаемая «за большой вклад в изучение проблем всеобщей истории». Учреждена в 1995 году, тогда же состоялось первое награждение. В дальнейшем присуждается каждые три года, начиная с 1997 года. Названа в честь русского историка и социолога Николая Ивановича Кареева.

## Лауреаты премии
- 1995 — академик В. Г. Трухановский «за монографию „Бенджамин Дизраэли, или История одной невероятной карьеры“»
- 1997 — доктор исторических наук А. Я. Гуревич «за монографию „Исторический синтез и Школа «Анналов»“»
- 2000 — академик В. С. Мясников «за монографию „Договорными статьями утвердили. Дипломатическая история русско-китайской границы XVIII—XX вв.“»
- 2003 — академик Н. Н. Болховитинов и доктор исторических наук А. В. Гринёв «за исследование „История Русской Америки. 1732—1867“ (в 3-х томах)»
- 2006 — доктор исторических наук К. В. Хвостова «за монографию „Особенности византийской цивилизации“»
- 2009 — член-корреспондент РАН Л. П. Репина «за серию трудов по теоретико-методологическим проблемам всеобщей истории»
- 2012 — доктор исторических наук В. П. Буданова «за монографию „Варварский мир эпохи Великого переселения народов“»
- 2015 — доктор исторических наук В. В. Согрин — «за монографии „Исторический опыт США“, „США в XX—XXI вв. Либерализм. Демократия. Империя“»
- 2018 — доктор исторических наук А. В. Чудинов — «за серию научных трудов по истории Французской революции и эпохе Наполеоновских войн: „Французская революция: история и мифы“, „История Французской революции: пути познания“, „Старый порядок во Франции и его крушение“»
- 2021 — доктор исторических наук О. Ф. Кудрявцев — "за цикл работ по истории европейского Ренессанса («Ренессансный гуманизм и „Утопия“, „Чаша Гермеса. Гуманистическая мысль эпохи Возрождения и герметическая традиция“, „Флорентийская Платоновская академия (Очерк истории духовной жизни ренессансной Италии)“)»